# The Intruder (Zvezdna vrata Atlantida)
Be All My Sins Remember'd je 22. epizoda znanstvenofantastične TV-serije Zvezdna vrata: Atlantida oz. 2. epizoda njene druge sezone. Prvič je bila predvajana na ameriškem Sci Fi Channel 22. julija 2005.

## Vsebina
Med vračanjem bojne ladje Deadalus z Zemlje na Atlantido se zgodi nepojasnjena smrt ladijskega strojnika. Med analizo dogodka McKay posumi, da je za njegovo smrt kriv računalniški virus, ki se aktiviral ob prihodu v galaksijo Pegaz in so ga na ladjo poslali Wraithi med obleganjem Altantide. Virus je zasnovan tako, da bi ladjo pripeljal do njih, s čimer bi dobili načrt za medgalaktični hiperpogon. Virusa se večkrat poskušajo znebiti, vendar ga na koncu uničijo tako, da razstrelijo letalo F-302, v katerem se je skrival.